# SIDE model
Model SIDE (kratica za angleško Social Identity model of Deindividuation Effects) je teorija, ki se je razvila v socialni psihologiji in komunikacijskih študijah in pojasnjuje učinke  anonimnosti in razpoznavnosti na vedenje skupine. 
Postala je ena izmed mnogih teorij, povezanih z družbenimi rabami  tehnologije, ki opisujejo socialne učinke računalniško posredovanih komunikacij.

## Razvoj SIDE modela
Model sta prva poimenovala Lea in Spears leta 1991, SIDE model pa je uporabil idejo Reicherja o množici ter jo razširil na računalniško posredovano komuniciranje. Nanaša se na začasno izgubo identitete kot posledico članstva v skupini in na anonimnost. Ta dva faktorja motivirata ljudi, da preklopijo iz lastne  identitete na socialno  identiteto. Model predvideva, da so učinki odvisni predvsem od članstva znotraj skupine na spletu, medsebojnem vplivu posameznikov in od socialnega konteksta interakcije.
Obstajata dva tipa učinkov, ki omogočajo začasno izgubo  identitete v okviru skupinskega vedenja. Prvi učinki so kognitivni ali samokategorični, drugi učinki pa so strateški in so povezani s situacijami, ko lahko posameznika drugi prepoznajo.

## Kognitivni SIDE model
Skrivanje v skupini in anonimnost imata kognitivne posledice, ki vplivajo na relativno poudarjanje osebnih in družbenih  identitet. Ti dejavniki ne proizvajajo izgubo sebe, kot je predlagala  teorija deindividualizacije, ampak povečajo poudarjanje socialne  identitete in s tem depersonalizacijo socialnega dojemanja drugih in sebe. SIDE model trdi, da se to zgodi predvsem zato, ker (vizualno) anonimnost zamegljuje posameznikove značilnosti in medosebne razlike. Kot posledica zmanjšane vidljivosti posameznika v  anonimnih skupinah je proces stopnjevanja  depersonalizacije. Pod pogojem, da obstaja zaznava sebe in drugih kot člane ene skupine, anonimnost povečuje pomembnost skupne družbene identitete. Rezultat se kaže tako, da bodo ljudje dojemali sebe in druge v smislu  stereotipne značilnosti skupine (Postmes in drugi 1998).
Pomembno je omeniti, da anonimnost avtomatsko ali mehansko nima nikakršnega vpliva na pomembnost družbenih  identitet. Posameznik je lahko identificiran na tak način, da pospešuje bolj osebno zaznavo ali pa da spodbuja močnejšo socialno kategorizacijo. V nekaj primerih lahko boljša posameznikova prepoznavnost okrepi socialno kategorizacijo. To se lahko zgodi zlasti v okoliščinah, v katerih so te socialne kategorije potencialno pomembne in zato tudi dostopne, ter ko so člani  skupine jasno prepoznavni (npr. spol,  rasne značilnosti,  invalidi itd.).
SIDE model tako opisuje kognitivni proces, s katerim pomembnost socialne  identitete vpliva na prisotnost ali odsotnost  individualnih informacij. Ta postopek lahko deluje le v tistih skupinah, v katerih obstaja občutek pripadnosti skupini že od samega začetka. Če bi posamezniki sodelovali  anonimno brez kakršnekoli posebne socialne  identitete ali skupinske omejitve, bi anonimnost imela prav nasproten učinek, saj bi doprinesla k izolaciji posameznikov. Obstajata dve možnosti, saj lahko anonimnost v skupini deluje bodisi kot učinek okrepitve skupne družbene  identitete, ki pa je nepopolna že v veljavi, ali pa lahko dopolni posameznikovo neodvisnost, ki obstaja v kontekstih, v katerih skupinska  identiteta ne obstaja. Slednji proces, s katerim zagotavlja anonimnost priložnost za ljudi, da izrazijo in razvijejo  identiteto neodvisno od vpliva skupine, podrobneje opredeli strateški SIDE model.

## Strateški SIDE model
Anonimnost ima tudi strateške posledice saj vpliva na sposobnost izražanja osebnih in družbenih  identitet (Spears in Lea 1994). Situacijsko lahko strateški model vpeljemo takrat, ko ima zunanja skupina več moči kot notranja oziroma kjer so norme obeh skupin v nasprotju s seboj. V takšnih primerih razpoznavnost članov notranje skupine s strani zunanje skupine lahko preusmeri razmerje moči med njima, in sicer razpoznavnost notranje skupine določa mejo, do katere se lahko člani notranje skupine svobodno izražajo, pri tem pa ne bodo kaznovani. Nasprotno je lahko anonimnost v smeri močnejših priročen instrument slabših, da se izrazijo na teh istih dimenzijah.
Strateški SIDE zato predlaga, da se anonimnost lahko »uporablja« za šibkejše skupine, da izrazijo vidike njihove  identitete. Toda za razliko od teorije  deindividualizacije, SIDE upošteva okvir inter-skupine, v katerem pride do razpoznavnosti in anonimnosti, prav tako pa se izguba odgovornosti ne kaže skozi naključno anti-normativno obnašanje posameznikov. Nasprotno, po SIDE modelu, anonimnost vpliva na sposobnost skupine, da izrazi svojo  identiteto in tako sodeluje pri cilju in normativnem obnašanju notranje skupine, s čimer se spreminja razmerje moči med skupinami. Tesno povezavo med izražanjem  identitete in moči, ki ga predlaga SIDE, lahko pojasni vzorčasto in ciljno obnašanje množic, za katere so nasilna dejanja zelo pogosta in simbolična.
Poleg  anonimnosti med skupinami, SIDE prav tako vsebuje strateške učinke  anonimnosti znotraj skupin. SIDE model je zlasti preučil posledice  anonimnosti (tudi izolacije) med drugimi člani notranje skupine: po eni strani to onemogoča posameznim članom skupine socialno podporo svojih prijateljev, to pa lahko ovira njihovo sposobnost, da izrazijo svojo  identiteto v obraz močni zunanji skupini. Po drugi strani pa dejstvo, da se drugi člani notranje skupine ne morejo identificirati, lahko sproži občutek, da se počutijo manj zavezanega  normam notranje skupine.

## Uporaba in praksa
Danes se SIDE uporablja za razlago učinkov  anonimnosti in družbene izolacije v različnih kontekstih. Raziskave o SIDE so posvečene množici in kolektivnemu delovanju, spletnim ekipam, elektronskim odnosom in  virtualnim skupnostim.
V začetku je teorija  deindividualizacije navajala posledice vedenja posameznika v skupini. Kot posledici se pojavita zmanjšana odgovornost ter zmanjšana lastna zavest ( Zimbardo, 1969) (glej tudi Stanfordski zaporniški poskus). Nekateri strokovnjaki (Diener in ostali, 1980) pa so se v večji meri osredotočali na izgubo lastne vrednosti posameznika, kar je lahko ključnega pomena pri nadaljnjem procesu  deindividualizacije.
Karen M. Douglas in Craig McGarty (2001) sta izvedla raziskavo o identifikaciji in samopredstavitvi v okviru skupin, ki se tvorijo s pomočjo računalniško posredovanega komuniciranja. Z raziskavo sta potrdila dejstvo, ki se navezuje na strateške učinke začasne izgube identitete v okviru skupinskega vedenja. Tako govorita o tem, da prepoznavnost posameznika znotraj skupine omogoči in olajša upor pritiskom drugih skupin. Prav tako pa prepoznavnost omogoči, da lahko odigrajo vlogo znotraj skupine z namenom, da bodo priznani in sprejeti. Njuna raziskava je še pokazala, da razpoznavnost posameznika vpliva na njegovo odgovornost, nima pa vpliva na določeno stereotipiziranje.